# Persia (Schiff, 1856)
Die Persia war ein 1856 in Dienst gestelltes Passagierschiff der britischen Cunard Line für den Linienverkehr nach New York und von 1856 bis 1863 Träger des Blauen Bandes. Das zum Zeitpunkt seiner Fertigstellung größte Schiff der Welt war der erste Cunard-Dampfer mit Eisenrumpf. 1868 wurde die Persia aufgrund ihrer hohen Betriebskosten nach nur 12 Dienstjahren ausgemustert und 1872 an der Themse abgewrackt.

## Geschichte

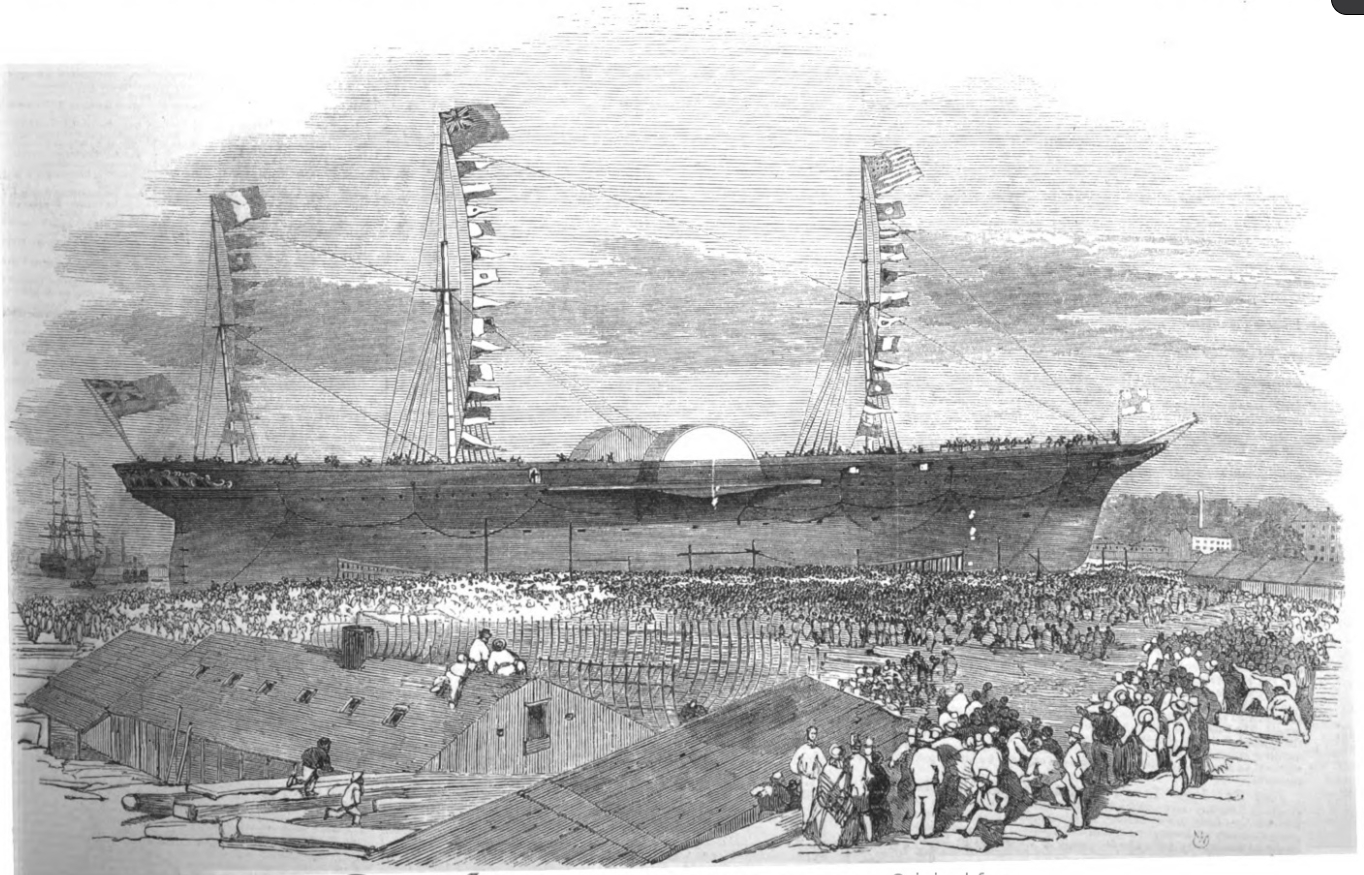
Der Stapellauf der Persia, Illustration aus The Illustrated London News vom 14. Juli 1855

Die Persia entstand unter der Baunummer 60 in der Werft von Robert Napier & Sons in Govan und lief am 25. Juli 1855 vom Stapel. Nach der Ablieferung an die Cunard Line am 7. Januar 1856 nahm das Schiff am 26. Januar den Liniendienst von Liverpool nach New York auf. Es entstand als Antwort auf die Schiffe der Collins Line, die schneller als die bisherigen Einheiten der Cunard Line waren. Hierbei trug die moderne Persia zum Erfolg der wachsenden Flotte von Cunard bei, während die Collins Line durch mehrere Unglücke an Ansehen verlor und schließlich aufgelöst wurde.
Auf ihrer Jungfernfahrt kollidierte die Persia mit einem Eisberg, blieb jedoch schwimmfähig und konnte ihre Überfahrt beenden. Im April 1856 gewann das Schiff das Blaue Band für die schnellste Atlantiküberquerung in beiden Richtungen mit einer erreichten Höchstgeschwindigkeit von 13,46 Knoten. Der Rekord hatte sieben Jahre lang Bestand und wurde im Juli 1863 von der ebenfalls zur Cunard Line gehörenden Scotia übertroffen. Im Juni 1856 wurde der Kreuzmast der Persia entfernt. 1862 stand das Schiff während der Trent-Affäre kurzzeitig als Truppentransporter im Einsatz.
Nach Indienststellung der Russia 1867 galt die Persia als unrentabel, da ihre veraltete Maschinenanlage zu hohe Kosten verursachte. 1868 beendete das Schiff seine aktive Laufbahn und war fortan aufgelegt. Es sollte schließlich an die Reederei MacArthur and Wilson in Glasgow verkauft und zu einem reinen Segelschiff umgebaut zu werden. Die Maschinenanlage ließ Cunard hierfür bereits zuvor ausbauen. Der Verkauf und somit auch eine Wiederindienststellung als Segelschiff erfolgte jedoch nicht. Stattdessen ging die Persia im Februar 1872 zum Abbruch an eine Abwrackwerft an der Themse.

## Ausstattung und Maschinenanlage
Laut einem Bericht zur Indienststellung der Persia in The Illustrated London News vom 9. Februar 1856 besaß das Schiff sieben mit Schotten verschließbare, wasserdichte Abteilungen und wurde von zwei Dampfmaschinen mit acht Kesseln angetrieben. Die zwei Laderäume befanden sich mittschiffs, um möglichst vor Überflutungen geschützt zu sein. Neben 1.400 Tonnen Kohle konnte die Persia so zusätzlich etwa 1.300 Tonnen Fracht befördern.
Die Kabinen und öffentlichen Bereiche für die insgesamt 300 Passagiere (einige zeitgenössische Quellen sprechen von 260 Passagieren) befanden sich über den Frachträumen und Kohlebunkern auf dem sogenannten „Hauptdeck“. Die Kabinen besaßen keine eigenen Badezimmer, das Schiff verfügte stattdessen über mehrere Waschräume. Der Speisesaal der Ersten Klasse hatte eine Gesamtlänge von über 18 Meter und befand sich auf dem Oberdeck, um lichtdurchflutet zu sein. Die insgesamt 150 Besatzungsmitglieder waren im Bugbereich untergebracht. Die Persia besaß zudem eine eigene Metzgerei, einen Bäcker, eine Werkstatt, ein Hospital sowie ein Eishaus.